# Proaktivita
Proaktivita je, zejména v organizační a zaměstnanecké psychologii, označení pro způsob jednání, při němž je odpověď na vnější (např. teplo, barva, hluk…) nebo vnitřní podnět (např. pocit hladu, žízně, bolesti...) výsledkem svobodné a vědomé volby, která je spojena s převzetím iniciativy a přijetím odpovědnosti za ni a její následky. Proaktivita je opakem reaktivity, která se projevuje tím, že reakcí na podněty jsou „předprogramované" odpovědi.

## Historie pojmu
Slovo je údajně složeninou řecké předpony pro- (před) a latinského kmene activ. Latinská předpona pre- nebyla použita, aby bylo slovo lépe odlišeno od slova „reactive“.
Slovo „proaktivní“ bylo ve 30. letech 20. století omezeno na oblast experimentální psychologie a používalo se v odlišném významu. Oxford English Dictionary (OED) přisuzuje původ slova Paulu Whiteleyovi a Geraldu Blankfortovi na základě jejich přednášky z roku 1933, která se zabývá proaktivní inhibicí jako „zhoršením nebo zaostáváním učení nebo zapamatování učiva pomocí efektů, které zůstávají aktivní, na základě okolností spíše než učení.“.
Kniha Man's Search for Meaning z roku 1946, kterou napsal rakouský existenciální neuropsychiatr Viktor Frankl, přenesla slovo do širšího používání v jiném, souvisejícím významu, k popsání osoby, která přijala odpovědnost za svůj život, místo aby hledala příčiny ve vnějších okolnostech a jiných lidech. Frankl zdůrazňoval důležitost odvahy, vytrvalosti, osobní odpovědnosti a vědomí existence volby bez ohledu na situaci nebo kontext.

## Coveyův výklad
Lidskou mysl k činnosti probouzí vždy nějaký podnět: člověk je tvor reaktivní. Z podnětu si mysl poskládá obraz. Pokud se s podobným podnětem již setkala, zaktivizuje v podvědomí vzorový program, shodný se způsobem reakce v předchozím případě (reaktivní reakce, která není spojena s vědomým řešením situace). Pokud neexistuje vzor, lidská mysl řeší situaci vědomě a aktivně (aktivní reakce). Třetí druh reakce - proaktivní reakce – znamená vědomé řešení situací, spojené s prověřením použitých a zautomatizovaných vzorů. Vyhledávání starých „podobných" použitelných programů v podvědomí trvá přibližně 0,3 sekundy,[zdroj⁠?!] což představuje časový úsek, během kterého je (alespoň v určitých situacích) lidské vědomí schopné zasáhnout a prověřit, zda je starý návyk nebo program v dané situaci opravdu vhodný. Podle zhodnocení buď spustí „starý program", nebo může začít hledat nové možnosti chování.
| „               | Někdy tím nejproaktivnějším, co můžeme udělat, je být šťastný – mít opravdovou, nelíčenou radost. Být šťastný je, stejně jako být nešťastný, proaktivní volba. | “ |
| — Stephen Covey | |   |

### Možnosti využití proaktivity
- Změna návyků
- Zvládání negativních stavů a jejich přeměna na pozitivní
- Odstraňování chyb, které jsou důsledkem nevědomých reakcí
- Řešení problémů
- Zvládání manipulací
- Hledání motivace